# United States Immigration and Customs Enforcement

Dienstsitz der Hauptverwaltung (National headquarters)

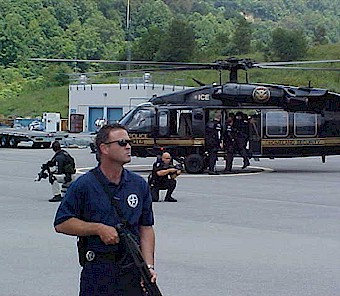
Nahsicherung bei einem Gefangenentransport der ICE durch den United States Marshals Service

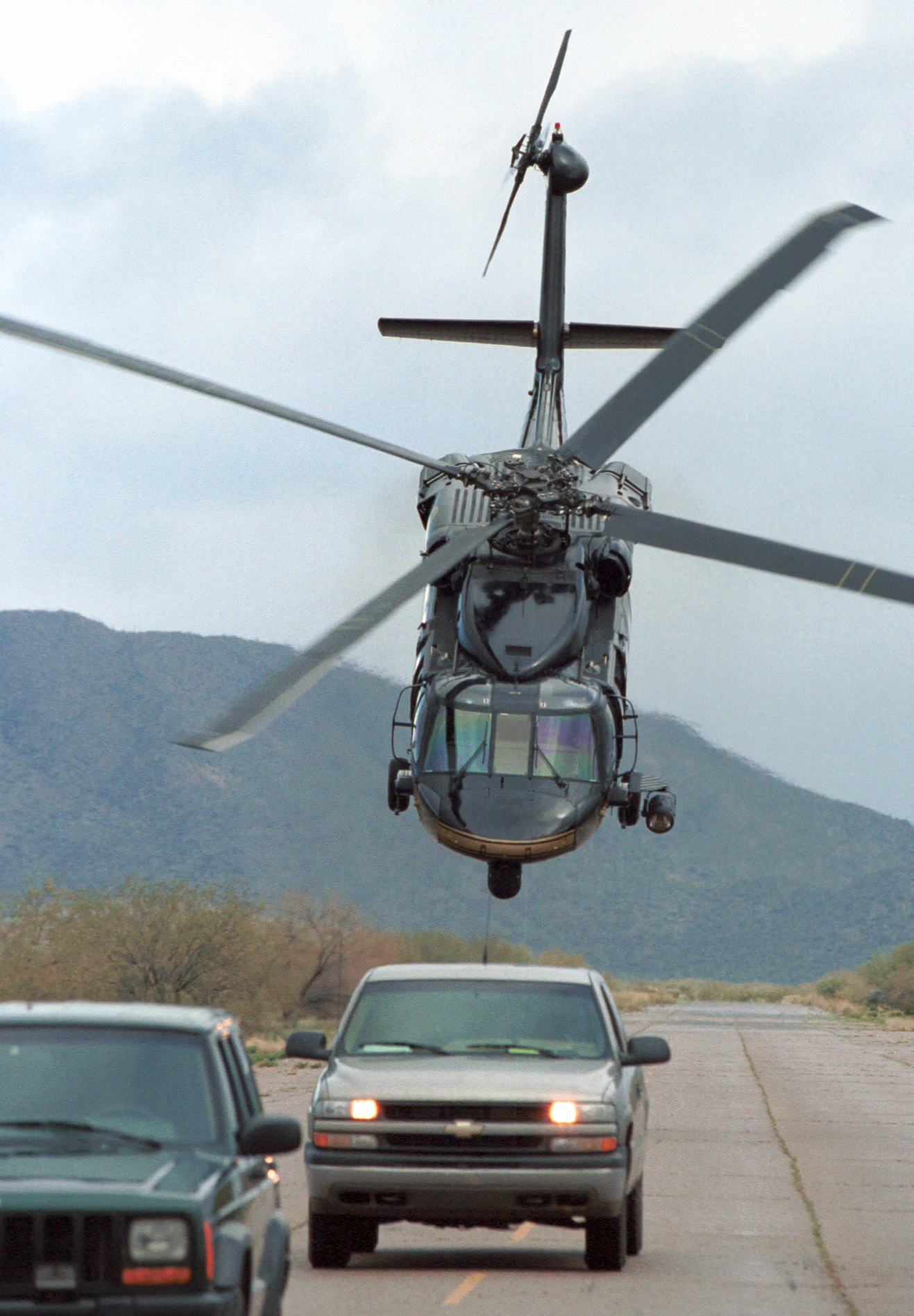
Ein Black Hawk der Air Marine Operations des CBP unterstützt einen ICE-Einsatz

United States Immigration and Customs Enforcement (ICE) ist die größte Polizei- und Zollbehörde des Ministeriums für Innere Sicherheit (DHS) der USA mit Sitz in Washington, D.C. Sie wurde 2003 infolge der Terroranschläge am 11. September 2001 vor allem aus dem Immigration and Naturalization Service heraus neugebildet und ist verantwortlich für das Ermitteln, Identifizieren und Enttarnen von Grenzverletzungen und Gefährdungspotentialen des Verkehrswesens und der öffentlichen Infrastruktur. Sie steht auch mit sämtlichen größeren US-Botschaften im Ausland in Verbindung, um legale und illegale Einwanderungsvorgänge zu überwachen.
Die internen Einheiten Homeland Security Investigations (HSI) und Enforcement and Removal Operations (ERO) wachen über die Einhaltung der 400 Bundesgesetze, die in den Zuständigkeitsbereich der ICE fallen.
Die Organisation weist das breiteste Aufgabenfeld einer Bundesbehörde in den Vereinigten Staaten auf. Zudem verfügen die ICE Special Agents (deutsch „Spezialagenten“) und Federal Inspectors (deutsch „Bundesinspektoren“) über die weitreichendsten Ermittlungsbefugnisse aller US-Behörden im Inland. Das Motto lautet Protecting National Security and Upholding Public Safety (Schutz der nationalen Sicherheit und Aufrechterhaltung der Öffentlichen Sicherheit).

## Auftrag
Der frühere Immigration and Naturalization Service (INS) ist wie einige andere Behörden bei der Einrichtung des ICE in diesem aufgegangen. Aufgabe des ICE ist die Überwachung der Bundesgrenzen, inklusive der Grenz- und Zollkontrolle, die Überwachung der unerlaubten Migration, die Bekämpfung des Terrorismus, der grenzüberschreitenden Kriminalität sowie der Personen- und der Objektschutz von Dienstgebäuden des Bundes.

## Organisation

### Führung und Personal
Behördenleiter war bis Juli 2010 ein Assistant Secretary (deutsch etwa Ministerialdirektor), seitdem ein Direktor, der direkt dem Minister für Innere Sicherheit unterstellt ist. Die Gründung des ICE basiert auf dem Gesetz Homeland Security Act of 2002. Die Behörde hat über 20.000 Mitarbeiter, davon sind die meisten Vollzugsbeamte mit über 400 Büros im In- und Ausland.
Für diese Position ist eine Bestätigung durch den Senat erforderlich. Da seit dem 20. Januar 2017 kein vorgeschlagener Direktor durch den Senat bestätigt worden ist, wird ICE seitdem kommissarisch geleitet.
Es folgen die bisherigen Direktoren der Behörde:
- 2003–2005: Michael J. Garcia
- 2005–2006: John P. Clark (kommissarisch)
- 2006–2008: Julie Myers
- 2008–2009: John P. Torres (kommissarisch)
- 2009–2013: John T. Morton
- 2013–2014: John Sandweg (kommissarisch)
- 2014: Thomas Winkowski (kommissarisch)
- 2014–2017: Sarah Saldaña
- 2017: Daniel Ragsdale (kommissarisch)
- 2017: Thomas Homan (kommissarisch)

### Abteilungen
- Office of Investigations (OI)
- Office of Intelligence
- Office of Detention and Removal (DRO) – Aufgaben der DRO sind die Kontrolle von Ausländern, ihre Inhaftierung und der Gefangenentransport sowie die Abschiebung. Sie wird von uniformierten Immigration Enforcement Agents durchgeführt.
- Office of the United States Federal Protective Service
- Office of the Principal Legal Advisor (OPLA)
- Office of Congressional Relations (OCR)
- Office of Professional Responsibility (OPR)

### Sondereinheiten
Das ICE besitzt seit über 15 Jahren Special Response Teams (SRT), die den SWAT-Teams ähneln. Jede der 17 Regionaleinheiten (Homeland Security Investigation Principal Field Offices) verfügt über ein SRT, insgesamt 400 Personen.
Darüber hinaus besteht seit 1974 die Einheit Shadow Wolves, welche den Schmuggel im Gelände der Tohono Oʼodham Nation bekämpft. Sie waren ursprünglich Teil des US-Zolldienstes. Sie nutzen die traditionellen Fährtentechnik der amerikanischen Ureinwohner (Cutting for sign) und sind die einzige indigene Einheit innerhalb des Heimatschutzministeriums.

## Rekrutierung und Ausbildung
Die Ausbildung findet an der ICE Academy des Federal Law Enforcement Training Center in Glynco (Georgia) statt.

## Ausrüstung
Die Vollzugsbeamten (Special Agents, Deportation Officers, Immigration Enforcement Agents und Federal Protective Service Police Officers) sind mit Pistolen des Typs SIG P226 bzw. HK USP 40 ausgerüstet. Einige Einheiten verwenden zudem Schrotflinten wie die Remington 870 und Sturmgewehre wie das Steyr Aug (MP). Beim Special Response Team werden das Sturmgewehr Colt M4 und die HK MP5 verwendet.
Das ICE betreibt mit dem Funksystem SECTOR (UHF-Band) das einzige System einer Vollzugsbehörde der Vereinigten Staaten, das das gesamte Staatsgebiet abdeckt.

## Befugnisse
Das ICE ist eine Bundesbehörde und unterliegt daher anderen Vorschriften als die lokalen Polizeibehörden. Es ist befugt, Personen festzunehmen, im Gefängnis zu behalten, während der Fall bearbeitet wird und abzuschieben, wenn sie gegen Einwanderungsgesetze verstoßen haben. Darüber hinaus ist das ICE zur Durchführung von Razzien zur Auffindung von illegalen Einwanderern sowie zur Erforschung von Delikten, welche die illegale Einwanderung betreffen (Menschenhandel, Betrug usw.), befugt.
Für das Betreten von Privatgrundstücken einschließlich eines Gebäudes und für bestimmte Vollstreckungsmaßnahmen muss das ICE im Besitz eines Haftbefehls sein, der von einem Richter unterzeichnet wurde. Darüber hinaus kann das ICE die lokalen Polizeibehörden um Amtshilfe ersuchen; die lokalen Polizeibehörden sind jedoch nicht dazu verpflichtet, dem Amtshilfeersuchen zu entsprechen.

## Kritik
Das ICE wird dafür kritisiert, dass es maskiert Migranten verhaftet, ohne sich auszuweisen. Darüber hinaus werden die Haftbedingungen der inhaftierten Migranten kritisiert (schmutzige Toiletten, schlechtes Essen, Schlafen auf dem Fußboden).